# Миргородський повіт
Миргородський повіт — адміністративно-територіальна одиниця Полтавської губернії Російської імперії, утворена із сотень Миргородського полку у 1782 році спочатку в складі Київського намісництва. У 1796 р. повіт було віднесено до Малоросійської губернії, а після ліквідації останньої — до складу новоствореної Потавської губернії. Повітовий центр — місто Миргород.

## Історична довідка

Миргородський повіт Полтавської губернії на карті 1821 року

На час входження Миргородського повіту до складу Полтавської губернії, до нього входили волості: Багачанська, Березоволуцька, Довгалівська, Комишнянська, Миргородська, Сорочинська, Устивицька, Шишацька, Яреськівська.
З другої половини XIX століття до 1917 року в складі Миргородського повіту нараховувалось 16 волостей — Багачанська, Баранівська, Березоволуцька, Зубівська, Зуївська, Кибинська, Комишнянська, Миргородська, Петрівцівська, Попівська, Савинська, Сорочинська, Устивицька, Хомутецька, Шишацька та Яреськівська. Цей поділ проіснував до 20-х років XX століття. Протягом 20-х, 30-х років склад Миргородського повіту (району) зазнавав змін.
У 1918 році згідно з адміністративно-територіальним поділом Української Народної Республіки частково входив до Землі Полтавщина із земським центром у Полтаві.
Згідно з тимчасовим Положенням радянського уряду України «Про організацію місцевих органів радянської влади і порядок управління» від 8 лютого 1919 року, в селах утворюються сільські ради. 3 липня 1920 року видано Положення ВУЦВК про сільські ради, які утворюються в населених пунктах, де проживає не менше 300 жителів.
У 20-х роках XX століття в Україні проведено ряд територіальних реформ, в результаті яких адміністративно-територіальний устрій змінювався кілька раз. 1920 року частина Полтавської губернії відійшла до новоствореної Кременчуцької. Миргородський повіт залишався в складі Полтавської губернії.
7 березня 1923 року постановою Президії ВУЦВК прийнято новий адміністративно-територіальний поділ. Ліквідовано повіти та волості, введено округи та райони. Сільські ради на той час існували. Після цієї реформи Миргородський повіт увійшов до складу Лубенської округи.
Протягом 1925 року в лютому та червні проводились чергові адміністративні реформи в Україні. 3 червня 1925 р. постановою ВУЦВК і РНК УРСР «Про ліквідацію губерній і перехід на триступеневу систему управління» було ліквідовано губернії і губернські установи на території Української РСР, а вся територія Української республіки поділена на 41 округ. Таким чином було здійснено перехід від чотириступеневої (центр — губернія — повіт — волость) на триступеневу систему правління (центр — округ — район).
Станом на 1 жовтня 1925 року на Полтавщині існувало 5 округів, 84 райони, 1232 сільських ради. Було утворено Миргородський район.

## Географія
Миргородський повіт було розташовано у центрі Полтавської губернії. На півночі повіт межував із Гадяцьким та Лохвицьким повітами, на сході — з Полтавським та Зіньківським, на півдні — з Хорольським, на заході — з Лубенським та Лохвицьким.
Через повіт текли річки Хорол і Псел.
Серед ґрунтів переважав чорнозем.

## Населення
Згідно ревізії 1795 року, населення повіту становило 45120 осіб. З них козаків-24 275, купців -25, міщан -290, євреїв-147 осіб.
До 1923 року Миргородський повіт мав 17 волостей, населення 183 791, площу 253 333 десятин.
Серед населення переважали українці: 97,1 %.
Населені пункти: Баранівка, Великі Сорочинці, Малі Сорочинці, Шишаки, Яреськи, Велика Багачка, Кибинці та інші.

## Господарство повіту
Жителі повіту займалися землеробством (жито, пшениця озима і ярова, овес, ячмінь, гречка, просо, горох, картопля, кукурудза, льон і коноплі), утримували худобу (молочне і м'ясне скотарство, кінний завод в Столбино).Землю орали волами. "Господарств таких, які кіньми орють, в селищах повіту немає" - з доповіді земського комісара в 1802 р.
Також було розвинуте гончарство, пивоваріння.

## Персоналії
- Данило Апостол
- Богаєвський Овксентій Трохимович
- Гоголь Микола Васильович
- Зубковський Іван Андрійович
- Капніст Василь Васильович
- Панас Мирний
- Наріжний Василь Трохимович
- Петров Артем Іванович
- Самійленко Володимир Іванович
- Семенко Михайль Васильович